# خير أباد (تشادغان)
خير أباد (بالإنجليزية: Kheyrabad, Chadegan)‏ هي قرية تقع في قسم تشنارود الجنوبي الريفي (مقاطعة تشادغان) في إيران. يقدر عدد سكانها بـ 54 نسمة بحسب إحصاء 2016.